# Turn- und Sportverein Bayer 04 Leverkusen 1992-1993
Questa voce raccoglie le informazioni riguardanti il Turn- und Sportverein Bayer 04 Leverkusen nelle competizioni ufficiali della stagione 1992-1993.

## Stagione
Nella stagione 1992-1993, il Bayer Leverkusen si classificò quinto in Bundesliga.
Vinse però la Coppa di Germania per la prima volta nella sua storia contro la sorprendente formazione B dell'Hertha Berlino sconfitta 1-0. Nella seconda squadra berlinese giocava il diciannovenne Carsten Ramelow che dal 1995 al 2008 sarà giocatore e in seguito capitano del Bayer Leverkusen con cui chiuderà la carriera.
In campionato, Ulf Kirsten con 20 reti fu capocannoniere insieme a Anthony Yeboah dell'Eintracht Francoforte.

## Maglie e sponsor
Lo sponsor che compare sulle maglie della società è Talcid, prodotto della casa farmaceutica Bayer proprietaria del team.
Lo sponsor tecnico è il marchio Tedesco Adidas.
| Casa | Trasferta |

## Rosa
| N. |                     | Ruolo | Calciatore         |
| -- | ------------------- | ----- | ------------------ |
| 1  | Germania (bandiera) | P     | Rüdiger Vollborn   |
| 3  | Germania (bandiera) | D     | Markus Happe       |
| 4  | Germania (bandiera) | D     | Christian Wörns    |
| 5  | Romania (bandiera)  | C     | Ioan Lupescu       |
| 9  | Germania (bandiera) | A     | Ulf Kirsten        |
| 15 | Germania (bandiera) | C     | Mario Tolkmitt     |
| 23 | Germania (bandiera) | P     | Dirk Heinen        |
| 30 | Germania (bandiera) | C     | Jupp Nehl          |
|    | Germania (bandiera) | D     | Franco Foda        |
|    | Germania (bandiera) | D     | Stephan Hanke      |
|    | Germania (bandiera) | D     | Martin Kree        |
|    | Germania (bandiera) | D     | Jürgen Radschuweit |

| N. |                      | Ruolo | Calciatore        |
| -- | -------------------- | ----- | ----------------- |
|    | Germania (bandiera)  | D     | Uwe Stöver        |
|    | Germania (bandiera)  | C     | Andreas Fischer   |
|    | Germania (bandiera)  | C     | André Gumprecht   |
|    | Rep. Ceca (bandiera) | C     | Pavel Hapal       |
|    | Germania (bandiera)  | C     | Guido Hoffmann    |
|    | Germania (bandiera)  | C     | René Rydlewicz    |
|    | Germania (bandiera)  | C     | Heiko Scholz      |
|    | Germania (bandiera)  | C     | Matthias Stammann |
|    | Germania (bandiera)  | C     | Markus von Ahlen  |
|    | Germania (bandiera)  | A     | Heiko Herrlich    |
|    | Germania (bandiera)  | A     | Andreas Thom      |

## Organigramma societario
Area tecnica
- Allenatore: Dragoslav Stepanović
- Allenatore in seconda: Peter Hermann
- Preparatore dei portieri:
- Preparatori atletici:

## Calciomercato

### Sessione estiva
| Acquisti | Acquisti       | Acquisti       | Acquisti |
| R.       | Nome           | da             | Modalità |
| -------- | -------------- | -------------- | -------- |
| C        | Guido Hoffmann | Kaiserslautern |          |
| C        | Pavel Hapal    | Sigma Olomouc  |          |
| C        | Heiko Scholz   | Dinamo Dresda  |          |
| C        | Mario Tolkmitt | BFC Dynamo     |          |

| Cessioni | Cessioni        | Cessioni           | Cessioni |
| R.       | Nome            | a                  | Modalità |
| -------- | --------------- | ------------------ | -------- |
| C        | Andrzej Buncol  | Fortuna Düsseldorf |          |
| A        | Marcus Feinbier | Hertha Berlino     |          |
| D        | Jorginho        | Bayern Monaco      |          |
| A        | Marek Leśniak   | Wattenscheid 09    |          |
| D        | Erich Seckler   | Hertha Berlino     |          |

### Sessione invernale
| Acquisti | Acquisti | Acquisti | Acquisti |
| R.       | Nome     | da       | Modalità |
| -------- | -------- | -------- | -------- |

| Cessioni | Cessioni | Cessioni | Cessioni |
| R.       | Nome     | a        | Modalità |
| -------- | -------- | -------- | -------- |

## Risultati

### Bundesliga

#### Girone di andata
| Arbitro: | Best |

|          |           |             |
| Thom 13’ | Marcatori | 74’ Krätzer |

| Arbitro: | Schmidhuber |

|             |           |          |
| Borowka 20’ | Marcatori | 27’ Thom |

| Arbitro: | Gläser |

|                           |           |  |
| Thom 1’, 5’, 62’ Nehl 67’ | Marcatori |  |

| Arbitro: | Ziller |

|  |           |            |
|  | Marcatori | 2’ Kirsten |

| Amburgo 2 settembre 1992, ore 20:00 CEST 5ª giornata | Amburgo   | 0 – 0 referto | Bayer Leverkusen | Volksparkstadion (12 000 spett.)\| Arbitro: \| Scheuerer \| |
| Arbitro:                                             | Scheuerer |               |                  |                                                             |

| Arbitro: | Osmers |

|                                                     |           |                |
| Hapal 21’, 70’ Thom 26’ Kree 51’ (rig.) Kirsten 75’ | Marcatori | 31’ Schütterle |

| Arbitro: | Steinborn |

|                      |           |                      |
| Wegmann 1’ Bonan 53’ | Marcatori | 37’ Nehl 43’ Fischer |

| Arbitro: | Kasper |

|                                                                     |           |                        |
| Hapal 8’ Müller 20’ (aut.) Foda 59’ Scholz 63’ Kirsten 79’ Thom 90’ | Marcatori | 64’ (rig.) Anderbrügge |

| Arbitro: | Heynemann |

|                 |           |             |
| Sassen 31’, 85’ | Marcatori | 90’ Kirsten |

| Arbitro: | Harder |

|                             |           |  |
| Kirsten 10’ Radschuweit 75’ | Marcatori |  |

| Arbitro: | Malbranc |

|                      |           |                     |
| Schmitt 44’ Rahn 45’ | Marcatori | 9’ Kirsten 21’ Kree |

| Leverkusen 30 ottobre 1992, ore 20:00 CET 12ª giornata | Bayer Leverkusen | 0 – 0 referto | Dinamo Dresda | Ulrich-Haberland-Stadion (12 000 spett.)\| Arbitro: \| Strigel \| |
| Arbitro:                                               | Strigel          |               |               |                                                                   |

| Arbitro: | Krug |

|           |           |  |
| Fuchs 41’ | Marcatori |  |

| Arbitro: | Merk |

|                     |           |                                                 |
| Scholz 11’ Thom 87’ | Marcatori | 58’ Ziege 69’ Matthäus 75’ Wouters 90’ Labbadia |

| Arbitro: | Mölm |

|          |           |                                |
| Sané 76’ | Marcatori | 5’ Fischer 59’ Hapal 89’ Wörns |

| Arbitro: | Theobald |

|                                 |           |                              |
| Kirsten 2’, 78’ Kree 86’ (rig.) | Marcatori | 16’, 48’ Sippel 45’ Poschner |

| Arbitro: | Best |

|                             |           |                     |
| Kastenmaier 40’ Wynhoff 77’ | Marcatori | 9’ Kree 32’ Kirsten |

#### Girone di ritorno
| Arbitro: | Kiefer |

|                                  |           |          |
| Lust 8’ Kristl 61’ Stickroth 70’ | Marcatori | 56’ Thom |

| Arbitro: | Boos |

|                         |           |                     |
| Kirsten 57’ Lupescu 61’ | Marcatori | 22’ Bode 90’ Hobsch |

| Arbitro: | Schmidhuber |

|  |           |                                |
|  | Marcatori | 15’ Kirsten 37’ Thom 68’ Hapal |

| Arbitro: | Strampe |

|                        |           |              |
| Stöver 16’ Kirsten 85’ | Marcatori | 73’ Eckstein |

| Arbitro: | Fröhlich |

|             |           |                  |
| Fischer 14’ | Marcatori | 38’ (rig.) Rohde |

| Arbitro: | Berg |

|               |           |           |
| Kir'jakov 15’ | Marcatori | 24’ Wörns |

| Arbitro: | Prengel |

|                                   |           |              |
| Klauß 50’ (aut.) Kirsten 52’, 87’ | Marcatori | 17’ Schwanke |

| Arbitro: | Mölm |

|                    |           |           |
| Sendscheid 6’, 39’ | Marcatori | 64’ Hapal |

| Arbitro: | Löwer |

|          |           |  |
| Thom 25’ | Marcatori |  |

| Arbitro: | Scheuerer |

|                                            |           |  |
| Kadlec 8’ Dooley 11’ Kuntz 77’ Goldbæk 82’ | Marcatori |  |

| Arbitro: | Ziller |

|              |           |            |
| Hoffmann 12’ | Marcatori | 65’ Yeboah |

| Arbitro: | Heynemann |

|                          |           |  |
| Schmäler 23’ Zickler 67’ | Marcatori |  |

| Arbitro: | Weber |

|                           |           |  |
| Kirsten 1’, 47’ Hapal 72’ | Marcatori |  |

| Arbitro: | Steinborn |

|                                               |           |             |
| Helmer 23’ Labbadia 40’ Schupp 65’ Scholl 83’ | Marcatori | 47’ Kirsten |

| Arbitro: | Best |

|                                     |           |          |
| Kirsten 43’ Scholz 81’ Hoffmann 89’ | Marcatori | 75’ Fink |

| Arbitro: | Albrecht |

|            |           |                       |
| Grauer 69’ | Marcatori | 30’ Kirsten 78’ Hapal |

| Arbitro: | Krug |

|                                     |           |  |
| Thom 14’, 73’ Kirsten 60’ Hapal 69’ | Marcatori |  |

### Coppa di Germania
| Arbitro: | Füllbrunn |

|            |           |                                  |
| Hammer 84’ | Marcatori | 34’ Fischer 64’ Kirsten 89’ Thom |

| Arbitro: | Boos |

|                 |           |  |
| Kree 84’ (rig.) | Marcatori |  |

| Arbitro: | Weise |

|  |           |                        |
|  | Marcatori | 56’ Kree 86’ Rydlewicz |

| Arbitro: | Scheuerer |

|          |           |  |
| Thom 83’ | Marcatori |  |

| Arbitro: | Stenzel |

|  |           |               |
|  | Marcatori | 29’, 80’ Thom |

| Arbitro: | Harder |

|  |           |                          |
|  | Marcatori | 6’, 75’ Thom 72’ Kirsten |

| Arbitro: | Merk |

|             |           |  |
| Kirsten 77’ | Marcatori |  |

## Statistiche

### Statistiche di squadra
| Competizione      | Punti | In casa | In casa | In casa | In casa | In casa | In casa | In trasferta | In trasferta | In trasferta | In trasferta | In trasferta | In trasferta | Totale | Totale | Totale | Totale | Totale | Totale | DR  |
| Competizione      | Punti | G       | V       | N       | P       | Gf      | Gs      | G            | V            | N            | P            | Gf           | Gs           | G      | V      | N      | P      | Gf     | Gs     | DR  |
| ----------------- | ----- | ------- | ------- | ------- | ------- | ------- | ------- | ------------ | ------------ | ------------ | ------------ | ------------ | ------------ | ------ | ------ | ------ | ------ | ------ | ------ | --- |
| Bundesliga        | 40    | 17      | 10      | 6       | 1       | 43      | 17      | 17           | 4            | 6            | 7            | 21           | 28           | 34     | 14     | 12     | 8      | 64     | 45     | +19 |
| Coppa di Germania | -     | 3       | 3       | 0       | 0       | 3       | 0       | 4            | 4            | 0            | 0            | 10           | 1            | 7      | 7      | 0      | 0      | 13     | 1      | +12 |
| Totale            | 40    | 20      | 13      | 6       | 1       | 46      | 17      | 21           | 8            | 6            | 7            | 31           | 29           | 41     | 21     | 12     | 8      | 77     | 46     | +31 |

### Andamento in campionato
| Giornata  | 1 | 2 | 3 | 4 | 5 | 6 | 7 | 8 | 9 | 10 | 11 | 12 | 13 | 14 | 15 | 16 | 17 | 18 | 19 | 20 | 21 | 22 | 23 | 24 | 25 | 26 | 27 | 28 | 29 | 30 | 31 | 32 | 33 | 34 |
| --------- | - | - | - | - | - | - | - | - | - | -- | -- | -- | -- | -- | -- | -- | -- | -- | -- | -- | -- | -- | -- | -- | -- | -- | -- | -- | -- | -- | -- | -- | -- | -- |
| Luogo     | C | T | C | T | T | C | T | C | T | C  | T  | C  | T  | C  | T  | C  | T  | T  | C  | T  | C  | C  | T  | C  | T  | C  | T  | C  | T  | C  | T  | C  | T  | C  |
| Risultato | N | N | V | V | N | V | N | V | P | V  | N  | N  | P  | P  | V  | N  | N  | P  | N  | V  | V  | N  | N  | V  | P  | V  | P  | N  | P  | V  | P  | V  | V  | V  |
| Posizione | 7 | 9 | 3 | 2 | 3 | 2 | 2 | 2 | 3 | 3  | 3  | 2  | 4  | 5  | 5  | 5  | 6  | 6  | 6  | 5  | 5  | 5  | 5  | 5  | 5  | 5  | 5  | 5  | 5  | 5  | 5  | 5  | 5  | 5  |

Legenda:

Luogo: C = Casa; T = Trasferta. Risultato: V = Vittoria; N = Pareggio; P = Sconfitta.

### Statistiche dei giocatori
| Giocatore      | Bundesliga | Bundesliga | Bundesliga  | Bundesliga | Coppa di Germania | Coppa di Germania | Coppa di Germania | Coppa di Germania | Totale   | Totale | Totale      | Totale     |
| Giocatore      | Presenze   | Reti       | Ammonizioni | Espulsioni | Presenze          | Reti              | Ammonizioni       | Espulsioni        | Presenze | Reti   | Ammonizioni | Espulsioni |
| -------------- | ---------- | ---------- | ----------- | ---------- | ----------------- | ----------------- | ----------------- | ----------------- | -------- | ------ | ----------- | ---------- |
| A. Fischer     | 31         | 3          | 4           | 0          | 6                 | 1                 | 1                 | 0                 | 37       | 4      | 5           | 0          |
| F. Foda        | 31         | 1          | 5           | 2          | 6                 | 0                 | 0                 | 0                 | 37       | 1      | 5           | 2          |
| A. Gumprecht   | 0          | 0          | 0           | 0          | 0                 | 0                 | 0                 | 0                 | 0        | 0      | 0           | 0          |
| S. Hanke       | 0          | 0          | 0           | 0          | 0                 | 0                 | 0                 | 0                 | 0        | 0      | 0           | 0          |
| P. Hapal       | 30         | 9          | 2           | 2          | 6                 | 0                 | 2                 | 0                 | 36       | 9      | 4           | 2          |
| M. Happe       | 8          | 0          | 2           | 0          | 2                 | 0                 | 0                 | 0                 | 10       | 0      | 2           | 0          |
| D. Heinen      | 0          | 0          | 0           | 0          | 0                 | 0                 | 0                 | 0                 | 0        | 0      | 0           | 0          |
| H. Herrlich    | 13         | 0          | 2           | 0          | 0                 | 0                 | 0                 | 0                 | 13       | 0      | 2           | 0          |
| G. Hoffmann    | 18         | 2          | 4           | 0          | 2                 | 0                 | 0                 | 0                 | 20       | 2      | 4           | 0          |
| U. Kirsten     | 33         | 20         | 10          | 0          | 7                 | 3                 | 5                 | 0                 | 40       | 23     | 15          | 0          |
| M. Kree        | 34         | 4          | 4           | 0          | 7                 | 2                 | 1                 | 0                 | 41       | 6      | 5           | 0          |
| I. Lupescu     | 31         | 1          | 6           | 0          | 6                 | 0                 | 0                 | 0                 | 37       | 1      | 6           | 0          |
| J. Nehl        | 17         | 2          | 2           | 0          | 4                 | 0                 | 2                 | 0                 | 21       | 2      | 4           | 0          |
| J. Radschuweit | 9          | 1          | 0           | 0          | 1                 | 0                 | 0                 | 0                 | 10       | 1      | 0           | 0          |
| R. Rydlewicz   | 9          | 0          | 0           | 0          | 3                 | 1                 | 0                 | 1                 | 12       | 1      | 0           | 1          |
| H. Scholz      | 33         | 3          | 6           | 0          | 7                 | 0                 | 1                 | 0                 | 40       | 3      | 7           | 0          |
| M. Stammann    | 0          | 0          | 0           | 0          | 0                 | 0                 | 0                 | 0                 | 0        | 0      | 0           | 0          |
| U. Stöver      | 9          | 1          | 2           | 1          | 1                 | 0                 | 0                 | 0                 | 10       | 1      | 2           | 1          |
| A. Thom        | 33         | 13         | 5           | 0          | 7                 | 6                 | 1                 | 0                 | 40       | 19     | 6           | 0          |
| M. Tolkmitt    | 13         | 0          | 0           | 0          | 3                 | 0                 | 0                 | 0                 | 16       | 0      | 0           | 0          |
| R. Vollborn    | 34         | 0          | 0           | 0          | 7                 | 0                 | 0                 | 0                 | 41       | 0      | 0           | 0          |
| C. Wörns       | 34         | 2          | 8           | 0          | 7                 | 0                 | 0                 | 0                 | 41       | 2      | 8           | 0          |
| M. von Ahlen   | 16         | 0          | 5           | 0          | 3                 | 0                 | 1                 | 0                 | 19       | 0      | 6           | 0          |